# Fidus

Fidus, 1902.

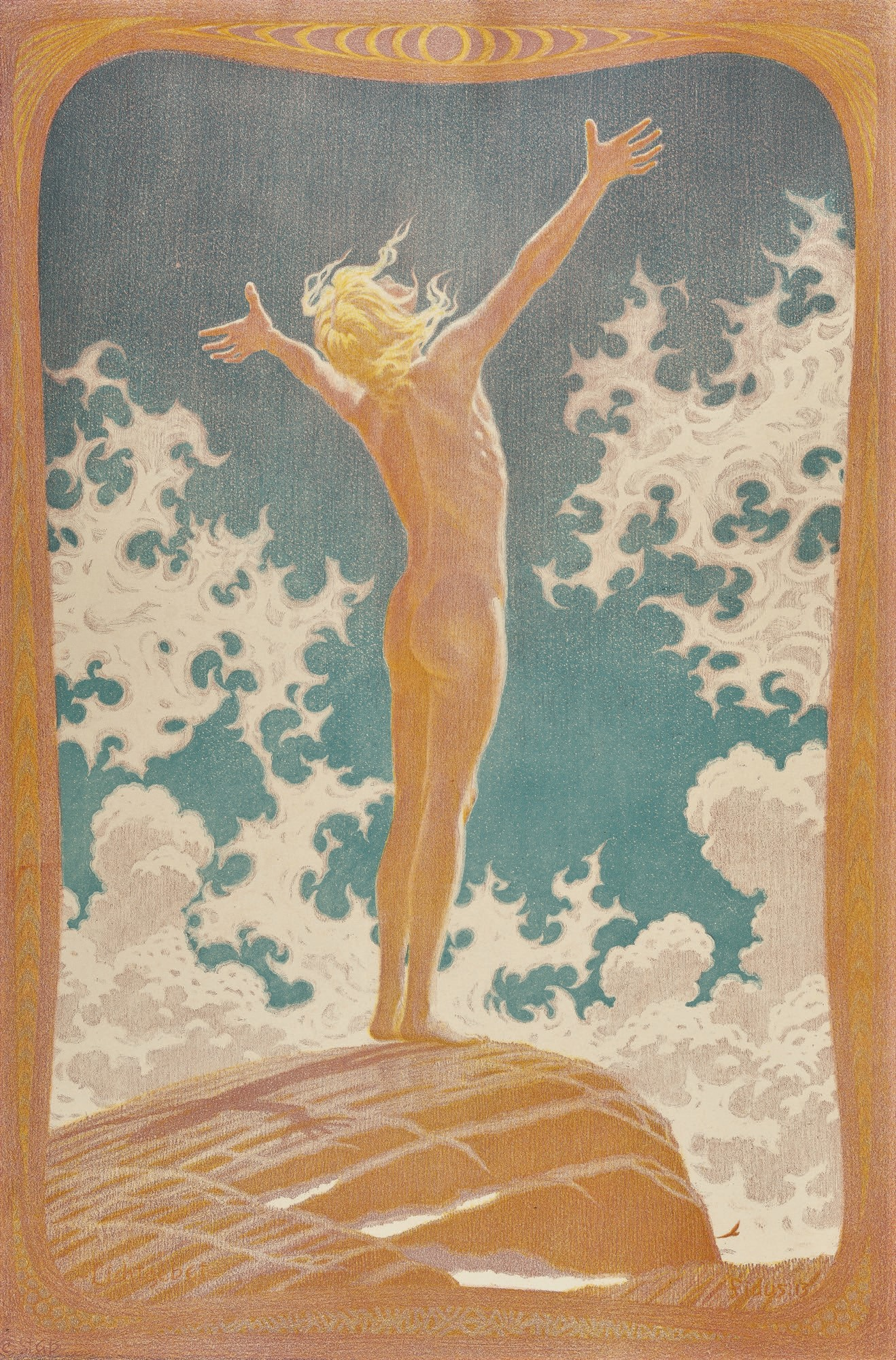
Lichtgebet ('tillbedjan till ljuset'), 1913.

Hugo Höppener, med artistnamnet Fidus, född 8 oktober 1868 i Lübeck, död 23 februari 1948 i Woltersdorf nära Berlin, var en tysk konstnär och illustratör. Han företrädde den idéström i Europa som kallats Lebensreform (livsreform). Stilmässigt kan hans verk beskrivas som Jugend.
Det danska begreppet fiduskunst, som på svenska kan översättas med hötorgskonst, har inte något samband med den tyske konstnär som omtalas här.

## Biografi
Fidus var son till en konditor i Lübeck och visade i tidig ålder konstnärliga talanger. Hans första konstutställning hölls 1883. Omkring 1886 mötte han konstnären och "naturaposteln" Karl Wilhelm Diefenbach (1851–1913), som påverkade hans inriktning och gav honom namnet Fidus ("den trogne"). Fidus blev student vid Akademie der Bildenden Künste i München 1887.
Fidus tog tidigt till sig tankarna från dåtidens strömning ”Lebensreform” som förde fram vegetarianism, solljusets betydelse, naturism och en allmänt naturvänlig livsstil. 
År 1892 bosatte sig Fidus i Berlin. Han etablerade sig som illustratör och blev medarbetare i litterära och konstnärliga tidskrifter som Pan, Simplicissimus och Jugend. Han bidrog också i den tidiga homosexuella tidskriften Der Eigene, utgiven av Adolf Brand. Fidus skapade målningar, mönster, affischer, reklam, exlibris, vykort och illustrerade otaliga böcker. 
I Berlin anslöt sig Fidus till Teosofiska Samfundet.
I sin konst kombinerade han ofta mystik, erotik och symbolik. Bilderna fylldes med esoteriska symboler, lotusblommor, ägg, kors, soltecken och livssymboler. Livets kretslopp, mannens återkomst till den gudomliga livmodern, en sammansmältning av könen, och en befrielse genom ljuset var återkommande motiv. 
Han drog också upp planer för gigantiska tempel.
På 1890-talet genomförde Fidus resor till Norge, Istrien och Italien och kring år 1900 var Fidus en av de mest berömda konstnärerna i Tyskland.
Hans mest kända målning, Lichtgebet (ljustillbedjan), präglad av vad som i Sverige kallats friluftsvitalism, utfördes i många versioner, första gången 1908. Den visar en ung, slank, närmast androgyn man på en bergstopp, som sträcker armarna mot himlen, ofta uppfattat som soldyrkan. Denna bild blev i sin samtid en viktig symbol i vida kretsar.
Efter 1918 minskade intresset Fidus arbete som illustratör. Han hade 1932 anslutit sig till nazistpartiet, men fick inget stöd av regimen. Han kom snarare att verka som dess kritiker. År 1937 blev försäljningen av hans bilder förbjuden. 
Trots hans konflikt med nazistpartiet utnämndes han 1943, vid sin 75-årsdag, till professor. 
När han år 1948 dog var hans konst nästan glömd. Men den återupptäcktes på 1960-talet, först i hippie-kretsar i San Francisco. Hans konst anses direkt ha influerat de psykedeliska stilen i grafisk design under slutet på 1960-talet.
Fidus ingick 1895 sitt första äktenskap med Amalie Empire, följt av ett äktenskap 1900 med Elsa Knorr och några år efter hennes död, 1922, med Elsbeth Lehmann-Hohenberg.
Ett arkiv med Fidus arbeten finns på Berlinische Galerie.

## Bilder

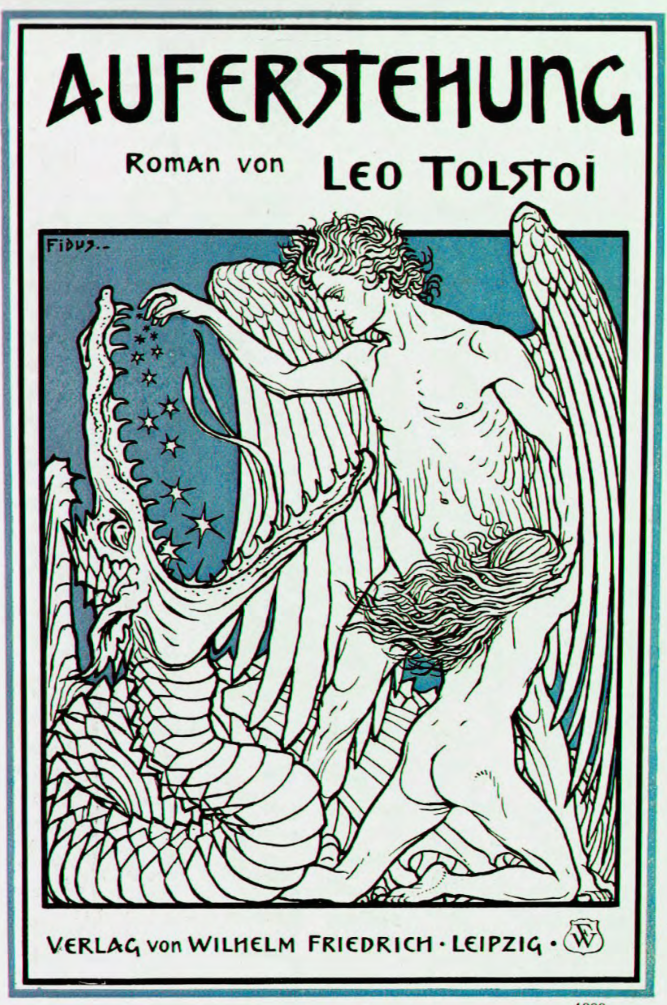
Bokomslag, 1900.
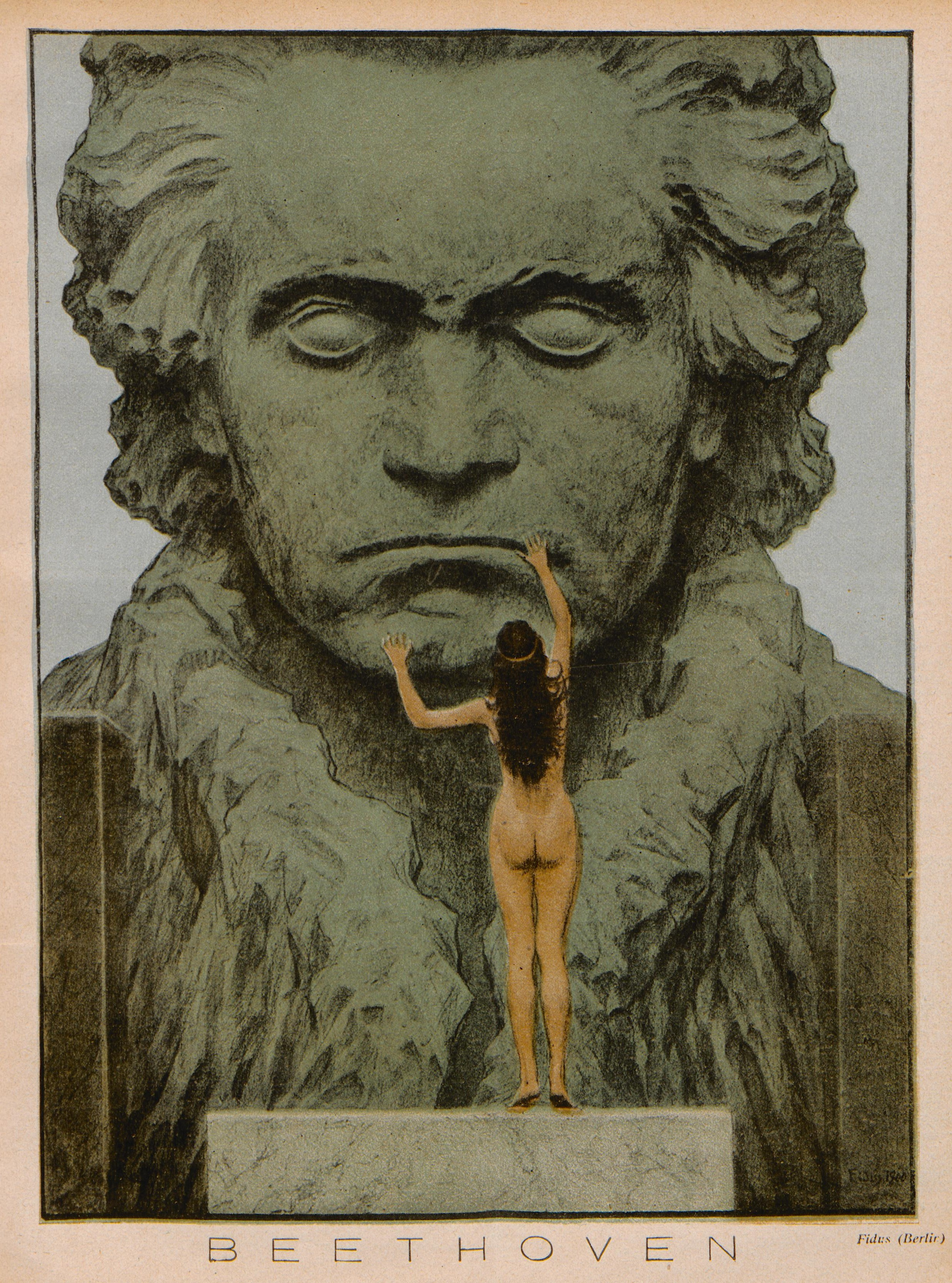
Design till ett Beethoven-Tempel, 1903.
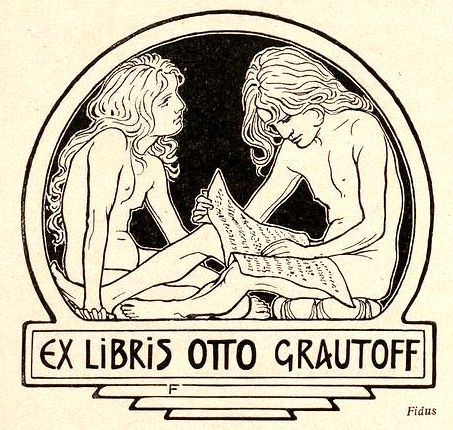
Ex libris, ca 1905.
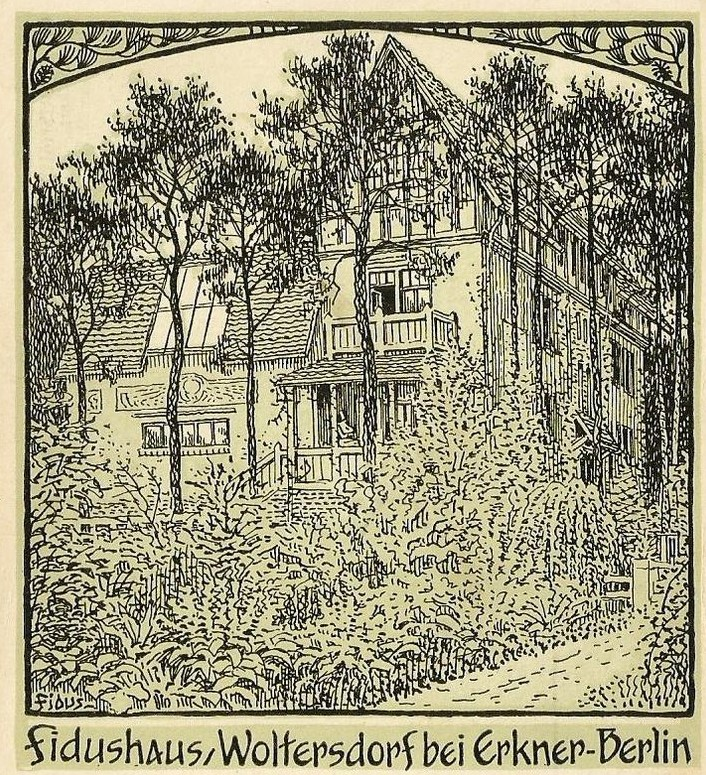
Träsnitt Fidushaus, 1912.